# Kardașivka, Dîkanka
Kardașivka (în ucraineană Кардашівка) este un sat în comuna Velîki Budîșcea din raionul Dîkanka, regiunea Poltava, Ucraina.

## Demografie
Componența lingvistică a localității Kardașivka
     Ucraineană (100%)
Conform recensământului din 2001, toată populația localității Kardașivka era vorbitoare de ucraineană (100%).